# Antimachos (Troja)
Antimachos (altgriechisch Ἀντίμαχος) ist eine Gestalt der griechischen Mythologie aus dem Sagenkreis um den Trojanischen Krieg.
Antimachos war laut Homers Ilias einer der Ältesten in Troja und ein Kriegshetzer, der im Gegensatz zu Antenor gegen die Rückgabe Helenas an die Griechen eintrat. Diese Forderung hatten Menelaos und Odysseus, die als Gesandte nach Troja gekommen waren, gegenüber König Priamos erhoben. Vom Gold des Paris bestochen, riet Antimachos vielmehr, die beiden griechischen Boten zu töten. Als daher später zwei von Antimachos’ Söhnen, Peisandros und Hippolochos, in einer Schlacht in die Hände Agamemnons fielen, lehnte dieser das ihm in Aussicht gestellte hohe Lösegeld für die Freilassung der Gefangenen ab und tötete sie stattdessen. Leonteus ermordete einen weiteren Sohn des Antimachos namens Hippomachos.
Nach der späteren Fortbildung dieser Sage durch Dictys Cretensis wurden die Söhne des Antimachos von Aias und Diomedes ergriffen und von den über die Tat ihres Vaters wütenden Griechen gesteinigt. Antimachos selbst traf wegen seines für die Troer verhängnisvollen Rats das Urteil der Verbannung aus Phrygien. In der Bearbeitung des trojanischen Sagenkreises durch den spätantiken griechischen Dichter Quintus von Smyrna wird auch eine Tochter des Antimachos namens Hippodameia (Ἱπποδάμεια) erwähnt. Dort erscheint sie als Gemahlin des kampfesmutigen Tisiphonos (= der „Mordrächer“; von τίσις = Rache + φόνος = Mord).